# Skotizmus
A skotizmus vagy szkotizmus a katolikus teológia egyik irányzata, amelyet a skót Duns Scotus szerzetes után neveztek el. Az irányzatot a tomizmussal folytatott vita határozza meg, s mind a mai napig vannak képviselői.
A tomizmus és a skotizmus közötti különbség kifejezhető azzal, hogy mindkettő az újplatonikus arisztotelizmusból ered, de a tomizmus közelebb áll Maimonidész ortodox arisztotelizmusához és Avicennához, míg a skotizmus a részletekben függetlenebb Arisztotelésztől, de sok platonikus és újplatonikus eszme hatolt bele, főleg Avicebron, továbbá Proklosz, Plótinosz stb. révén.
A filozófiáját a létezőnek olyan felfogása révén ragadhatjuk meg, amely ellentétben áll Aquinói Szt. Tamás szemléletével, így a metafizika új megközelítése jellemzi. Teológiájának háttere az augusztinizmus konstruktív ütköztetése az arisztotelizmussal. Hangsúlyozza, hogy Isten lényegét leginkább úgy kell felfognunk, mint végtelen, szabad, önzetlenül a teremtményeknek ajándékozott szeretetet. Ez a szeretet a skotizmusban az emberré válás elsődleges motívuma (megtestesülés) amely épp Jézus megváltó szenvedésére tekintettel önzetlenül szeretetteljes választ követel meg az embertől.

## Képviselői

### 13-14. század
Antonius Andreae, Hugo de Novocastro, Meyronnes-i Ferenc, Wilhelm von Alnwick, Petrus Thomae († 1340), Johannes de Bassolis, Landulfo Caraccioli († 1351), Thomas Bradwardine, Aquila-i Péter ((Scotellus) († 1361), Johannes Poncius, Petrus Tartaretus, Mastrius de Meldola, Paul Scriptoris

### 16-17. század
Claudius Frassen, Hyronimus de Montefortino, Aodh Mac Cathmhaoil (Hugo Cavellus), Luke Wadding

### 20. század
Parthenius Minges, Deodat M. Basly